# Vidar
För andra betydelser, se Vidar (olika betydelser).

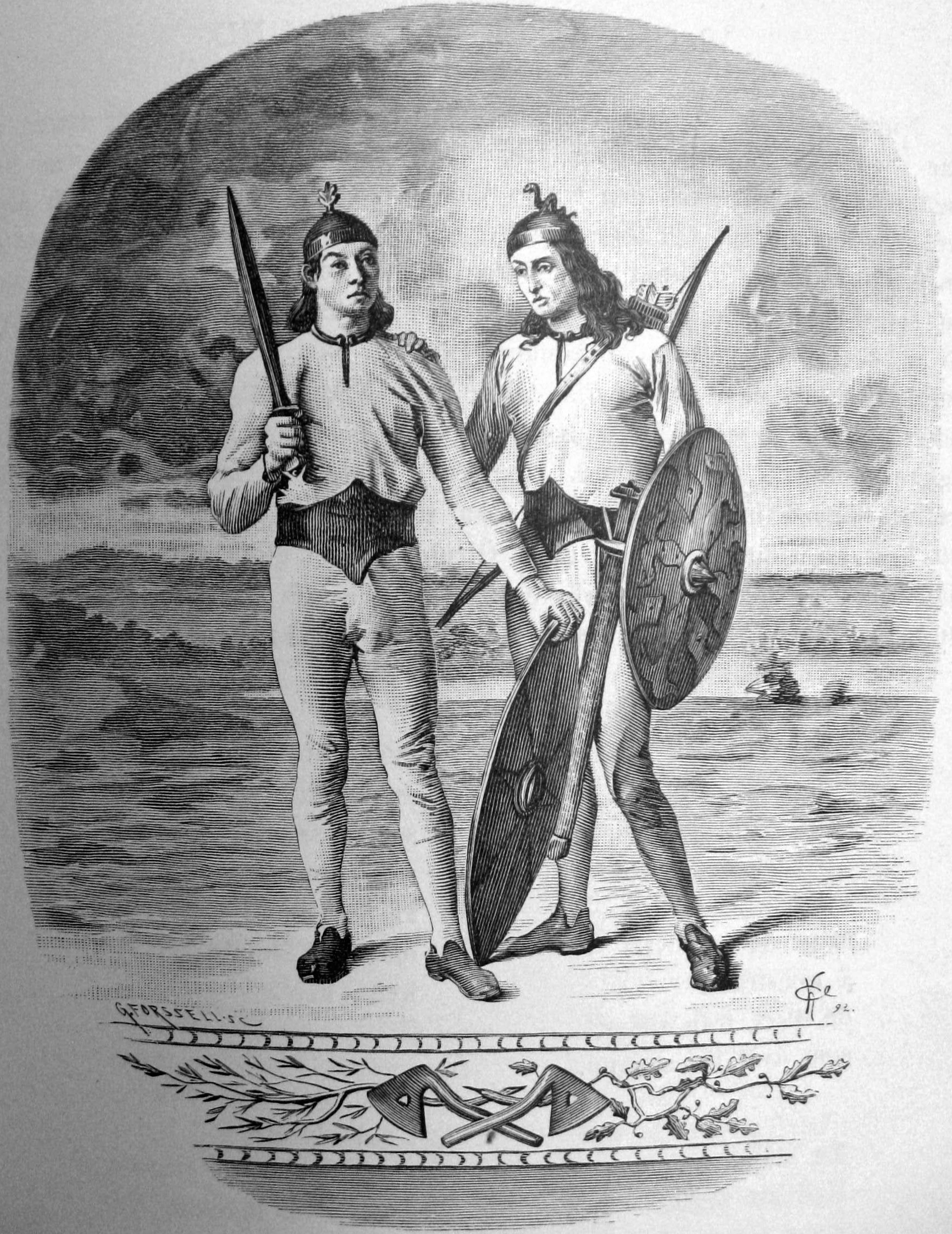
Vidar och Vale

Vidar är i nordisk mytologi en av asarna och Odens son. Han tillhör den krets av gudar vars funktion och betydelse är något problematisk att inringa. Även gudens namn har gett upphov till helt olika tolkningar. Enligt en tolkning betyder namnet "den vida härskande", enligt en annan "han från skogen", "krigaren från skogen" eller liknande. Vidar kallas också för "den tyste asen" eller "den tyste guden". 
Vidar uppträder förvisso i Grimnesmål som härskaren i sitt rike Vide, "skogslandet", men förutom denna referens, är det bilden av en kraftfull, hämnande gud som dominerar. I Skáldskaparmál sägs det att Vidar kallas för "Gudarnas Hämnare". Vidars primära mytologiska funktion är just den som hämnare: vid Ragnarök hämnas han sin fader Oden. I det avseendet ligger han funktionsmässigt nära guden Vale vars mytologiska funktion just var den som Balders hämnare. Oden avlade såväl Vidar som Vale genom utomäktenskapliga förbindelser. Vidars moder sägs vara jättinnan Grid. 
Vidar beskrivs som tystlåten (han kallas "Vidar den tyste") och mycket stark. Snorre Sturlasson uppger att han var den starkaste av gudarna näst efter Tor, och berättar även att hans främsta kännetecken var hans tjocka sko, gjord av alla läderbitar som blir över från alla skomakare, som inget vapen kan tränga igenom. Vid Ragnarök hämnas Vidar sin faders död genom att sätta skon i Fenrisulvens käftar och bryta upp dem tills besten dör. Vidar är en av dem som överlever in i den nya eran. Tillsammans med halvbrodern Vale är han den som övertar Odens göromål efter att eldjätten, muspellen, Surt har satt världen i brand med sitt brinnande svärd då Ragnarök nått sitt slut.